# Дзибелашвили, Гиго Георгиевич
Гиго Георгиевич Дзибелашвили (1902 год, село Китани, Сигнахский уезд, Тифлисская губерния, Российская империя — неизвестно, село Китани, Гурджаанский район, Грузинская ССР) — звеньевой виноградарского совхоза Гурджаанского винзавода Министерства пищевой промышленности СССР, Гурджаанский район, Грузинская ССР. Герой Социалистического Труда (1950).

## Биография
Родился в 1902 году в крестьянской семье в селе Китани Сигнахского уезда. С раннего возраста трудился в сельском хозяйстве. После коллективизации работал виноградарем в местном колхозе до призыва в Красную Армию в 1941 году по мобилизации. Участвовал в Великой Отечественной войне. Воевал в составе 662-го стрелкового полка 406-й стрелковой дивизии. После демобилизации возвратился на родину.
В послевоенное время возглавлял звено в виноградарском совхозе Гурджаанского винзавода. За выдающиеся трудовые достижения по итогам работы в 1948 году награждён Орденом Ленина.
В 1949 году звено под его руководством собрало в среднем с каждого гектара по 101,2 центнера винограда на участке площадью 4,2 гектара. Указом Президиума Верховного Совета СССР от 4 сентября 1950 года удостоен звания Героя Социалистического Труда за «получение высоких урожаев винограда в 1949 году» с вручением ордена Ленина и золотой медали «Серп и Молот» (№ 5533).
Этим же Указом званием Героя Социалистчиеского Труда был награждён труженик совхоза Гурджаанского винзавода бригадир Михаил Дмитриевич Бериашвили.
После выхода на пенсию проживал в родном селе Китани Гурджаанского района. Дата смерти не установлена.
Награды
- Герой Социалистического Труда
- Орден Ленина — дважды (05.10.1949; 1950)